# Linköpingspartiet
Linköpingspartiet (lkp) var ett politiskt parti registrerat för val i Linköpings kommun. Partiet ställde upp i valen 1998 och 2002, men lyckades trots ett väljarstöd på över 2 % inte vinna något mandat. Partiordförande var Roland Djerf.

## Valresultat
| År   | Andel röster | Antal mandat |
| ---- | ------------ | ------------ |
| 1998 | 2,0 %        | 0 (av 79)    |
| 2002 | 2,2 %        | 0 (av 79)    |